# Sonnenhofspital
Das Sonnenhofspital ist ein privates Spital in Bern. Es gehört zur Lindenhofgruppe, die gemeinsam mit dem Sonnenhofspital noch das Lindenhofspital und das Engeriedspital betreibt.
Entsprechend der in der Schweiz üblichen kantonalen Bewilligungspflicht ist die Lindenhofgruppe mit den drei Spitälern als Grundversorger (Akutsymptomatik) Bestandteil der am 8. Mai 2019 beschlossenen Spitalliste.

## Geschichte
Die Klinik Sonnenhof wurde am 1. September 1957 eröffnet und mit 112 Betten in Betrieb genommen. Als Trägerschaft wurde eine  Aktiengesellschaft durch eine Gruppe interessierter Ärzte gegründet, die Gründer waren Arnold Kappert, Jean Kohler und André Nicolet.
Die Privatklinikgruppe Sonnenhof AG Bern entstand im Januar 1998 durch Fusion vom Sonnenhofspital mit dem Engeriedspital.
Per 1. Januar 2012 hat die Stiftung Lindenhof Bern die Mehrheit am Aktienkapital der Sonnenhof AG übernommen. Heute gehören beide Spitäler mit dem Lindenhofspital zur Lindenhofgruppe.
Von 2017 bis 2020 erfolgte ein Umbau mit Erweiterung der Bettenkapazität und dem Umbau vom OP-Bereich.

## Leistungen
Am Standort Sonnenhof befindet sich eins der beiden Notfallzentren der Lindenhofgruppe, vor allem für orthopädisch-traumatologische Leistungen. 2019 wurden 5489 Patienten stationär behandelt (Austritte).